# .ma

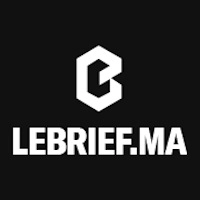
stránka s doménou .ma

.ma je internetová národní doména nejvyššího řádu pro Maroko.
Pro registraci pod .ma a .co.ma je nutné mít lokální kontakt. Další domény druhé úrovně (.net.ma, .gov.ma…) jsou více omezené.